# Movimento para a Autodeterminação de Bakassi

Bandeira da República Democrática de Bakassi, conforme proposto pelo movimento.

O Movimento para a Autodeterminação de Bakassi (em inglês:  Bakassi Movement for Self-Determination, BAMOSD) é uma organização militante que busca a independência de Bakassi, território de Camarões e a formação da República Democrática de Bakassi. O movimento desempenhou um papel importante no conflito de Bakassi.

## História
De acordo com um e-mail enviado por Sive Ogan, membro do movimento, a decisão de declarar a secessão a partir da Nigéria foi tomada em uma reunião em Yenagoa, estado de Bayelsa, em 2 de julho de 2006.
Fez duas declarações de independência desde a sua fundação em 2006: uma em 2 de agosto de 2006 à luz do Acordo de Greentree entre Nigéria e Camarões e outra em 31 de julho de 2008 (dois dias menos de dois anos após a primeira declaração de independência). Nesta última, Akwa Obutong foi declarada capital da república.
Um dos primeiros líderes da organização, Tony Ene Asuquo, morreu menos de um mês após a primeira declaração de independência em um misterioso acidente de carro.

## Apoio e afiliações
Foi indicado na mídia nigeriana e camaronesa que o Movimento para a Autodeterminação de Bakassi é apoiado pelo grupo militante Movimento para a Emancipação do Delta do Níger (Movement for the Emancipation of the Niger Delta, MEND), que se opõe ao governo federal e à indústria petrolífera predominante no Delta do Níger, e a Organização do Povo dos Camarões do Sul (Southern Cameroons People's Organisation, SCAPO), que busca a independência para a antiga região dos Camarões do Sul nas proximidades como República da Ambazônia.